# 1979 dans les chemins de fer
Chronologie des chemins de fer
1978 dans les chemins de fer - 1979 - 1980 dans les chemins de fer

## Évènements

### Mai
- 1er mai, Royaume-Uni : ouverture de la Jubilee Line du métro de Londres.

### Septembre
- 26 septembre, France : ouverture de la ligne C du RER d'Île-de-France par la SNCF.